# Ducks de l'Oregon
Pour les articles homonymes, voir Ducks.
Les Ducks de l'Oregon (en anglais : Oregon Ducks) sont un club omnisports universitaire qui se réfère aux 18 équipes sportives féminines ou masculines représentant l'université de l'Oregon située à Eugene dans l'Oregon.
Ses équipes sont membres de la Big Ten Conference et elles participent aux compétitions universitaires organisées par la National Collegiate Athletic Association.
La plus fameuse équipe des Ducks est celle de football américain qui évolue au Autzen Stadium, enceinte de 54 000 places inaugurée le 23 septembre 1967.
L'athlétisme est l'autre point fort des Ducks, Eugene ayant en ce domaine obtenu la réputation d'être la « Track Town, USA ». Les athlètes opèrent au Hayward Field, stade d'athlétisme de 15 000 places.
L'équipe de basket-ball joue ses matchs à domicile au Matthew Knight Arena, salle de 12 541 places inaugurée en 2011.
L’université a des liens très fort avec l'entreprise Nike, l'équipementier fournissant les équipes sportives tout en leur faisant tester de nouveaux équipements en exclusivité.

## Surnom et mascotte

Les équipes d'Oregon étaient surnommées les « Webfoots » vers le début des années 1890. Ce nom de « Webfoots  » s'appliquait à l'origine à un groupe de pêcheurs de la côte du Massachusetts qui avaient été des héros pendant la guerre d'indépendance des États-Unis; leurs descendants s'étaient installés dans la vallée de Willamette en Oregon au 19e siècle et ils y conserveront leur surnom. Un concours réalisé en 1926 par The Oregonian officialise le surnom Webfoots pour les équipes d'Oregon. Ce choix est confirmé lors d'un vote organisés par les étudiants en 1932 bien que d'autres surnoms y aient été proposés tels les Pioneers, Trappers, Lumberjacks, Wolves ou Yellow Jackets,,.
Les « Ducks », avec leurs pattes palmées, ont commencé à être associés aux équipes sportives d'Oregon dans les années 1920, et des mascottes de canards vivants sont amenés lors des compétitions pour représenter l'équipe Les journalistes adoptent également ce surnom plus court mais ce n'est que dans les années 1940 que l'image de Donald Duck, officialisée lors d'une poignée de mains entre Walt Disney et le directeur sportif de l'Oregon Leo Harris, s'est imposée comme mascotte de l'université,,. En 1947, une photographie montre le canard au côté de Walt Disney. Mais après la mort de Walt Disney, la société Disney s'aperçoit qu'il n'existe aucun contrat écrit concernant l'usage du personnage. En 1974, Disney et l'université parviennent à un accord pour un usage gratuit du canard nommé Oregon Fighting Duck, reprenant la posture de combat de Donald. En 1979, Disney refuse que l'université puisse accorder une sous-licence sur le personnage. En 1991, un nouveau contrat est signé, accordant une licence à 12 % de la valeur (au lieu du double) pour l'usage du personnage mais limité à un usage « correct » et restreint à la zone géographique de Portland dans l'Oregon. Ces limitations n'ont pas permis à l'université de vendre des articles avec leurs mascottes au niveau national ou international comme l'ont fait d'autres établissements. Le 5 mars 2010, afin de simplifier, la société Disney émet un document spécifiant que le personnage n'est pas assimilable à Donald Duck, accordant ainsi à l'université d'Oregon l'usage de sa mascotte sans restriction.
Les deux surnoms, Ducks et Webfoots, restent cependant utilisés jusque dans les années 1970,,,.
En 1978, un étudiant caricaturiste propose une nouvelle représentation du canard, mais les étudiants rejettent cette alternative. Bien que Donald ne faisait pas partie de ce référendum, l'archiviste de l'université déclare que l'élection faisait du « Duck » la mascotte officielle de l'école en remplacement du « Webfoots »,,,.

## Sports représentés
| Hommes (7)                                  | Femmes (11)            |
| ------------------------------------------- | ---------------------- |
| Athlétisme†                                 | Athlétisme†            |
| Baseball                                    | Acrobaties et tumbling |
| Basket-ball                                 | Basket-ball            |
| Cross country                               | Beach-volley           |
| Football américain                          | Cross country          |
| Golf                                        | Golf                   |
| Tennis                                      | (La)Crosse             |
|                                             | Football (soccer)      |
|                                             | Softball               |
|                                             | Tennis                 |
|                                             | Volley-ball            |
| † – Athlétisme en salle et/ou en plein air. |                        |

## Football américain

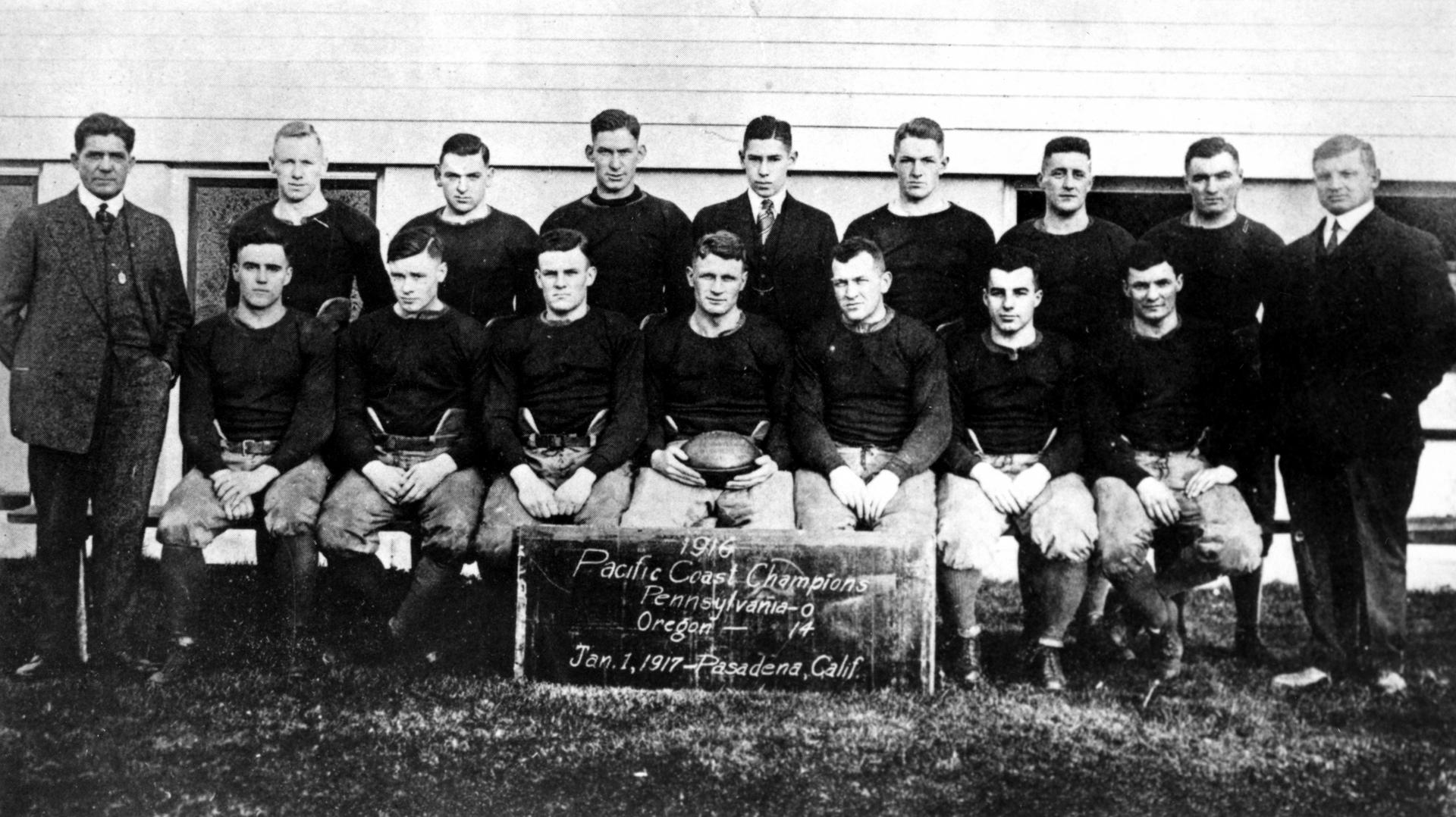
L'équipe de football américain d'Oregon en 1916.

Le programme de football américain d'Oregon a été créé en 1893. Il dispute son premier match le 22 février 1894 contre Albany (victoire 46-0). Dès 1919, l'équipe va jouer ses matchs sur son nouveau terrain le Hayward Field où se disputent également les compétitions d'athlétisme. Ils déménagent vers leur stade actuel, le Autzen Stadium en 1967.
L'équipe, entraînée par Hugo Bezdek (en), remporte son premier Rose Bowl en 1917 contre les Quakers de Penn. Les Ducks retournent au Rose Bowl à sept reprises (1920, 1957, 1995, 2010, 2012, 2015 et 2020). Pendant leur séjour en Pacific Coast Conference (en), les Ducks remportent quatre titres de conférence (1919, 1933, 1948 et 1957). Cette conférence est dissoute en 1958, et les Ducks jouent alors comme équipe indépendante jusqu'à ce qu'ils rejoignent la conférence Pacific-8 (connue officiellement sous le nom d'Athletic Association of Western Universities) qui deviendra plus tard la Pacific-10 et la Pacific-12 en 2011. Pendant sa période, les Ducks remportent sept titres de conférence (1994, 2001, 2009, 2010, 2011, 2014 et 2019)  plus un titre partagé en 2000.
Pendant l'ère du BCS, les Ducks remportent le Fiesta Bowl 2002, le Rose Bowl 2012 et le Fiesta Bowl 2013 mais perdent le Rose Bowl 2010 et la finale nationale du BCS National Championship Game 2011.
En 2014, Oregon remporte ses 13 matchs de saison régulière (record de l'université) et son quarterback junior, Marcus Mariota, remporte le Trophée Heisman pour la première fois de l'histoire de l'université.
La même saison, les Ducks participent à leur premier College Football Playoff. Ils battent en demi-finale les champions sortants des Seminoles de Florida State sur le score de 59 à 20 lors du Rose Bowl 2015. Cette victoire d'Oregon met fin à la série de 29 victoires consécutives de Florida State. En finale, les Ducks sont battus 20 à 42 par les Buckeyes d'Ohio State.
Fin de saison 2023, Oregon avait disputé 36 bowls universitaires (17 victoires, 19 défaites) et gagné 704 matchs pour 511 défaites et 46 nuls (moyenne de 57,7 %). Oregon a remporté quatorze titres de conférence depuis la création de son programme et six titres de la North Division de la Pacific-12 Conference.

### Stades
- Athletics Field (1894)
- Stewart's Field (1894)
- Kincaid Field (1895–1918)
- Multnomah Stadium (1907–1970)
- Hayward Field (1919–1966)
- Autzen Stadium (depuis 1967)

## Hymne
Mighty Oregon est le chant de guerre de l'université d'Oregon. Il est joué par l' Oregon Marching Band lors des matchs de football américain et de basketball joués à domicile. 
C'est Albert John Perfect, directeur de la fanfare qui, en collaboration avec l'étudiant en journalisme DeWitt Gilbert, a écrit le « The Mighty Oregon March ». Pour la section la plus populaire de la chanson, Perfect a conçu une nouvelle mélodie s'adaptant à l'harmonie de « It's a Long Way to Tipperary », une marche à succès de 1912 sur la Première Guerre mondiale. Perfect avait d'ailleurs à l'origine sous-titré la chanson « The Tipperary of the West ». Au fil des ans, il y eut plusieurs changements dans les paroles et, aujourd'hui, la strophe centrale est généralement la seule chantée en utilisant des paroles plus modernes que l'original. Le chant fut joué pour la première fois le 7 janvier 1916 à la représentation inaugurale de l'Eugene Municipal Band.
Mighty Oregon est également le chant de guerre de la Canyon View High School, de l'Elkhart Memorial High School et de la North Canyon High School. Il fut également celui de la Frankfurt American High School jusqu'à sa fermeture en 1995 lorsque les forces armées américaines quittèrent Francfort.
| Mighty Oregon |
| --- |
| « Oregon, our Alma Mater We will guard thee on and on Let us gather round and cheer her Chant her glory Oregon Roar the praises of her warriors Sing the story Oregon On to victory urge the heroes Of our mighty Oregon ! Go Ducks Go ! Fight Ducks Fight ! Go ! Fight ! Win Ducks Win ! » |

## Autres sports

### Palmarès
- Championnat NCAA d'athlétisme

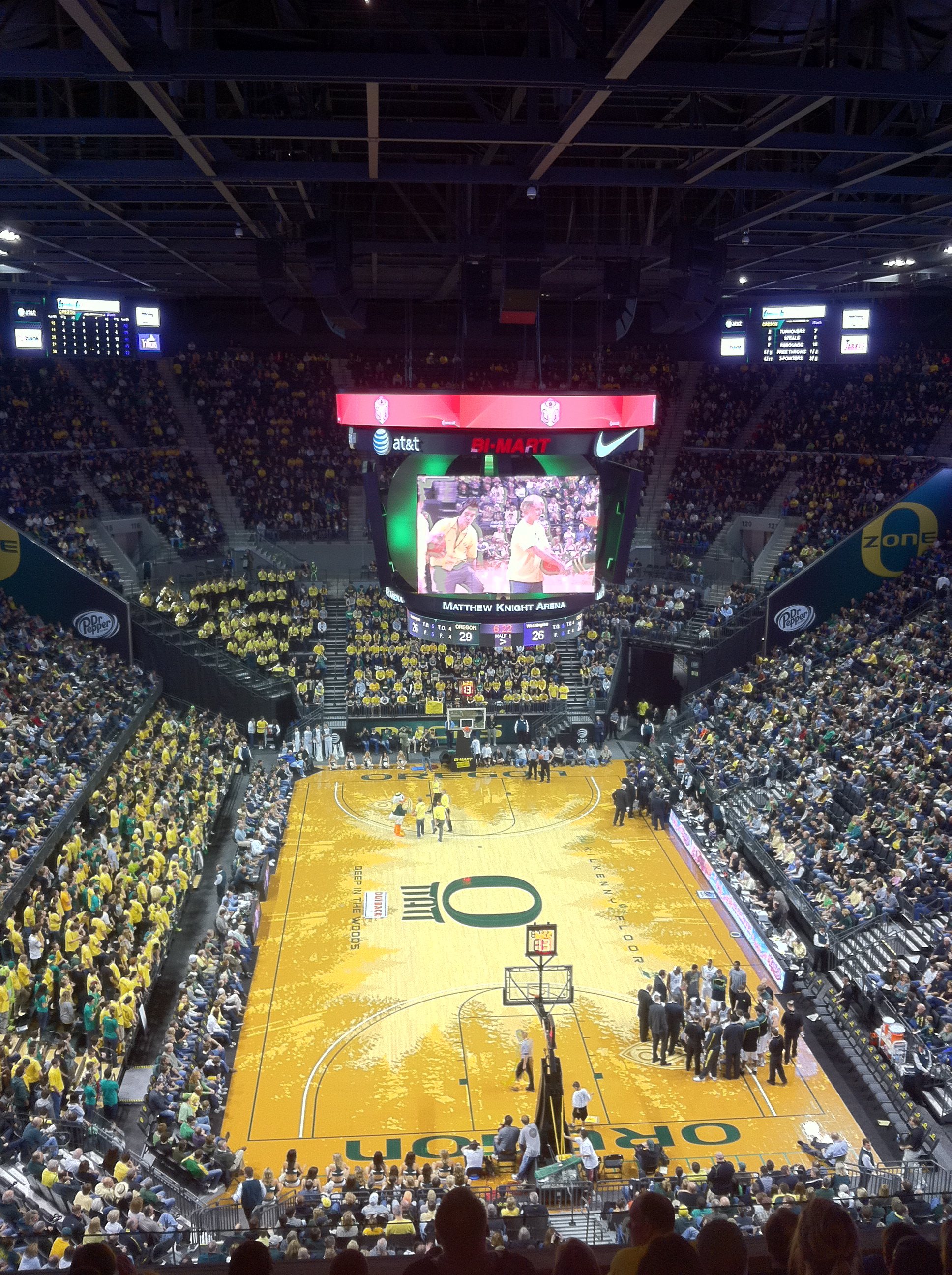
L'intérieur de la Matthew Knight Arena en 2011.

  - Plein air, masculin : 1962, 1964, 1965, 1970, 1984, 2014 et 2015
  - Plein air, féminin : 1985, 2015 et 2017
  - En salle, masculin : 2009, 2014, 2015 et 2016
  - En salle, féminin : 2010, 2011, 2012, 2013, 2014, 2016 et 2017
- Championnat masculin NCAA de basket-ball
  - Champion : 1939
  - Final Four : 2017
- Championnat féminin NCAA de basket-ball
  - Final Four : 2019
- Championnat masculin NCAA de cross-country : 1971, 1973, 1974, 1977, 2007 et 2008
- Championnat féminin NCAA de cross-country : 1983, 1987, 2012 et 2016
- Championnat masculin NCAA de golf : 2016